# Historia de la Fuerza Aérea Argentina

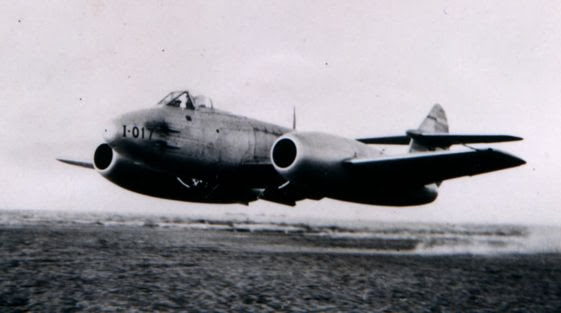
El caza Gloster Meteor, primer jet de combate de la Argentina.

La historia de la Fuerza Aérea Argentina como rama independiente del Ejército inicia en 1945 con la creación de la Secretaría de Aeronáutica.
Desde 1945 hasta 1983, ejerció un papel menor en la política nacional con respecto al Ejército y la Armada sin dejar de participar en los golpes de Estado de 1955, 1962, 1966 y 1976.
Su principal acción contra un enemigo extranjero fue en la Guerra de las Malvinas, entre abril y junio de 1982.

## Antecedentes
El 13 de enero de 1908 se produjo la fundación del Aero Club Argentino, primera entidad aérea de Argentina.
El 10 de agosto de 1912 se creó en El Palomar la Escuela de Aviación Militar, por decreto del presidente de la Nación Roque Sáenz Peña.

## Creación, crecimiento y primeras acciones (1945-1955)
El 4 de enero de 1945 se concretó la creación de la Fuerza Aérea Argentina (FAA), fuerza armada independiente e igual que el Ejército Argentino y la Armada Argentina.
La Fuerza Aérea Argentina recibió aviones Gloster Meteor, Avro 694 Lincoln y Avro 683 Lancaster oriundos de Reino Unido, como parte de pago de la deuda tenida por este país con Argentina tras la Segunda Guerra Mundial.

### Los Gloster Meteor
Después de la Segunda Guerra Mundial, el gobierno de Juan Domingo Perón resolvió en 1946 adquirir cien (100) aviones Gloster Meteor FMK IV al Reino Unido, volviendo a la Aeronáutica Argentina la primera fuerza aérea de América Latina en tener aviones de caza a reacción. El lote incluía la compra de cincuenta (50) aviones a la Gloster Aircraft Company y otros cincuenta (50) a la RAF de segunda mano. El primer vuelo fue una realidad desde una avenida de Buenos Aires el 11 de julio de 1947.
Todos fueron concentrados en la base aérea militar de Tandil constituida en VI Brigada Aérea en 1952. En 1960 fueron designados cazabombarderos con la letra "C-".
Los Gloster Meteor terminaron su vida operativa con el último vuelo registrado el 17 de marzo de 1971, y su baja oficializada el 30 de diciembre de 1971.

### Masacre de Rincón Bomba
El 10 de octubre de 1947, el avión Junkers Ju-52 T-153 «Misiones» de la Fuerza Aérea atacó con fuego de ametralladora calibre 7,65 mm a 1500 o 2000 indígenas del pueblo pilagá en el paraje La Bomba, Territorio Nacional de Formosa. Simultáneamente abrió fuego personal de la Gendarmería Nacional en tierra.

### Los golpes

#### Intento de golpe de Estado de 1951
Casi la totalidad de la Aeronáutica Argentina apoyó el golpe de Estado del 28 de septiembre de 1951 bajo el mando de los brigadieres Guillermo Zinny y Samuel Guaycochea, quienes sublevaron la base aérea de El Palomar. Sin embargo, el alzamiento no obtuvo el apoyo suficiente en las FF. AA. y fracasó; ambos jefes se exiliaron.

#### Bombardeo de la Plaza de Mayo
En un ataque hacia el presidente Juan Domingo Perón y sus ministros, Un grupo bombardeó la ciudad de Buenos Aires con aviones de la Aviación Naval y la Fuerza Aérea el 16 de junio de 1955. Resultaron muertos alrededor de 300 civiles desarmados. Al principio, sólo participaron del ataque los aparatos navales, los cuales fueron perseguidos por cinco cazas leales (Gloster Meteor) de la VII Brigada Aérea de Morón. Luego se unió la Fuerza Aérea.
El ataque fracasó en su objetivo de eliminar a Perón.
En agosto de ese año el Consejo Supremo de las Fuerzas Armadas condenó a reclusión a algunos miembros de la Fuerza Aérea que participaron del atentado.

#### Derrocamiento de Perón
El 16 de septiembre de 1955, con el efecto producido por el bombardeo del 16 de junio, el grupo asestó otra acción que terminó logrando el alejamiento de Perón (quien marchó a un exilio que duraría 18 años). El grupo, liderado por personal de la Armada, fue apoyado por parte del Ejército y la FAA.
Algunos soldados aeronáuticos apoyaron a los comandos civiles en Córdoba.
Aeronaves leales atacaron la Escuela Naval Militar en Río Santiago y buques que estaban en las proximidades. Una bomba cayó en un barrio cercano y mató un civil.

## Desde 1955 hasta 1973
La Comisión Nacional de Investigaciones Espaciales de la FAA llevó a cabo lanzamientos de los cohetes Gamma Centauro, Beta Centauro, Orión I, entre otros.
En 1952 la Fuerza Aérea Argentina inició su presencia en la Antártida con el lanzamiento de elementos de supervivencia sobre la Base San Martin del Ejército Argentino. En 1961 se creó la Base Matienzo.
El 1 de enero de 1969 se creó la Dirección de Investigación y Desarrollo, actual Dirección General de Investigación y Desarrollo.

### Los F-86

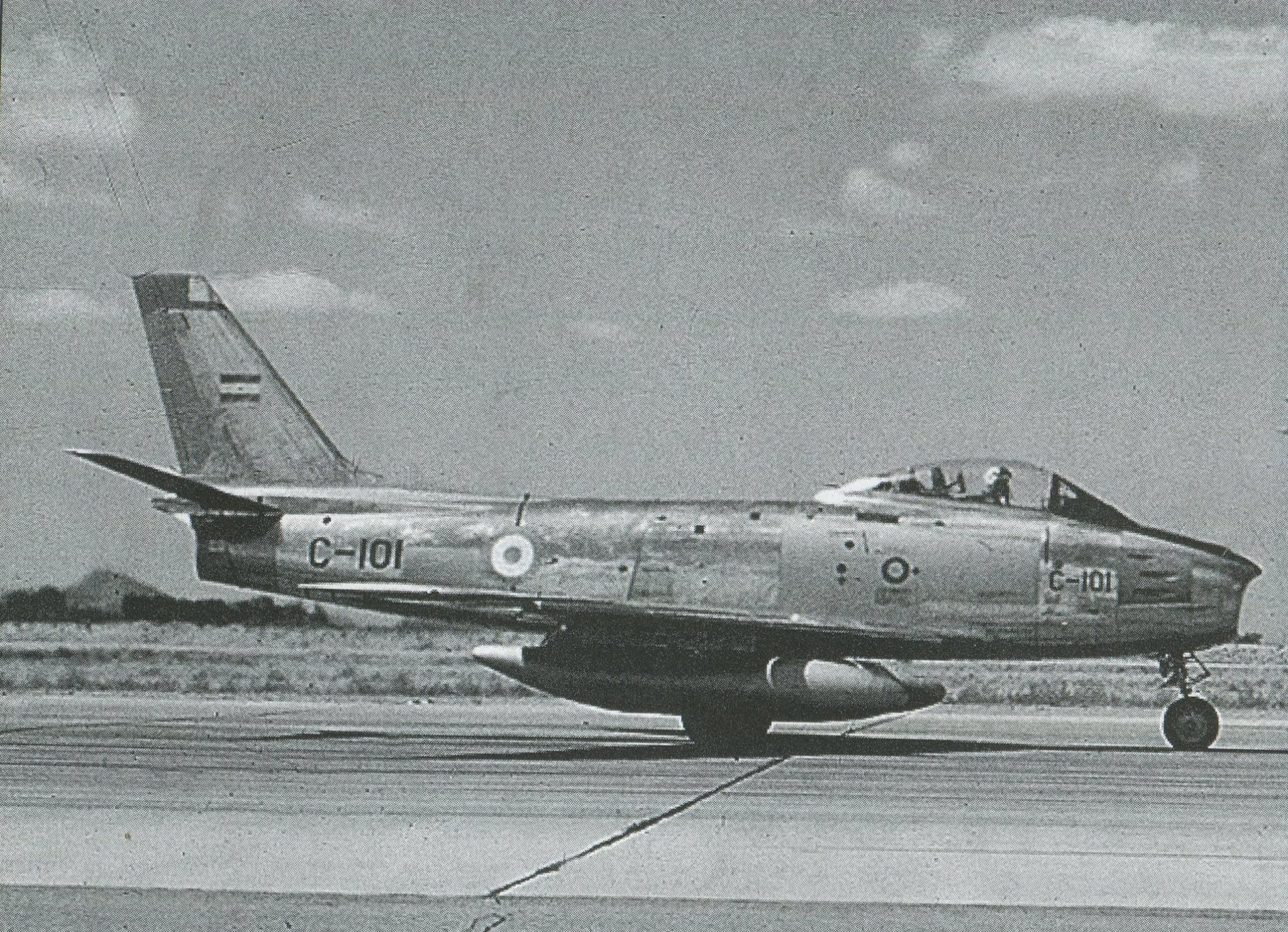
F-86 C-101 en los 60

La llegada de los F-86F Sabre trajo un salto cualitativo para la Fuerza Aérea. Un lote de veintiocho (28) ejemplares F-86F, comprado en Estados Unidos en 1959. El primer ejemplar arribó a Mendoza el 26 de septiembre de 1960 desde Arizona. Fueron provistos a la IV Brigada Aérea con asiento en El Plumerillo (provincia de Mendoza).
En 1968 se constituyó en la IV Brigada el Grupo 2 de Caza-Bombardero (CB2) para el centro de formación y adiestramiento de los aviadores de caza de la Fuerza Aérea.
El F-86F cerró su vida operativa el 19 de junio de 1986 después de sufrir un accidente fatal.

### Tragedia del TC-48
Una tragedia sufrió la FAA cuando el avión Douglas C-54G Skymaster TC-48 desapareció durante un vuelo entre Panamá y Costa Rica el 3 de noviembre de 1965. Sesenta y ocho miembros de la institución perdieron la vida y el paradero del avión es una incógnita.

### Los A-4
Se decidió adquirir un lote de 50 aviones A-4B Skyhawk de segunda mano a la Armada de los Estados Unidos, comprado el 29 de octubre de 1965. Fueron denominados A-4P pero la FAA continuó llamándolos A-4B. Así fueron provistos a la V Brigada Aérea con asiento en Villa Reynolds (provincia de San Luis), donde sustituyó a los bombarderos Avro Lincoln.
La primera partida de doce aviones arribó a la Argentina el 31 de octubre de 1966. La segunda arribó el 18 de marzo de 1967, constituyendo el Grupo 5 de Caza (G5C) en la V Brigada, elegida como base para los A-4. El resto llegó en dos vuelos sucesivos en 1969 y 1970, completando 49 ejemplares (uno perdido en accidente en Estados Unidos).
En 1974 se compró un segundo lote para reemplazar a los F-86. En total 25 ejemplares A-4C de segunda mano, también a la Armada de los Estados Unidos. Los primeros fueron provistos al Grupo 4 de Caza (G4C) en la IV Brigada Aérea con asiento en El Plumerillo (provincia de Mendoza) el 7 de abril de 1976.
Los A-4B/C fueron sustituidos por los A-4AR terminando su vida operativa el 15 de marzo de 1999.

### Golpe de Estado de 1966
Un nuevo golpe de Estado fue llevado a cabo el 28 de junio de 1966. Esta vez fue derrocado el presidente Arturo Umberto Illia. Junto a los titulares del Ejército y la Armada, el comandante en jefe de la Fuerza Aérea, brigadier general Adolfo Álvarez, constituyó la Junta Revolucionaria, que estableció un gobierno de facto autodenominado «Revolución Argentina».
El 13 de marzo de 1972 se produjo el primer muerto de la Fuerza Aérea por elementos subversivos.

## Desde 1970
En 1968 arribaron a la Argentina los primeros tres C-130H Hercules. En 1979 se incorporaron dos reabastecedores KC-130H. Todos se hallan en el Grupo 1 de Transporte Aéreo (G1TA) en la I Brigada Aérea con asiento en El Palomar. En la actualidad la flota de la FAA se compone de ocho KC/C-130H. El último incorporado el 8 de abril de 2024.
En esos días tuvo lugar el primer vuelo transantártico transpolar tricontinental. Fue en el C-130H TC-66, uniendo Buenos Aires con Australia y Nueva Zelanda, entre el 4 y 10 de diciembre de 1973.

### Los 70

#### Los Mirage

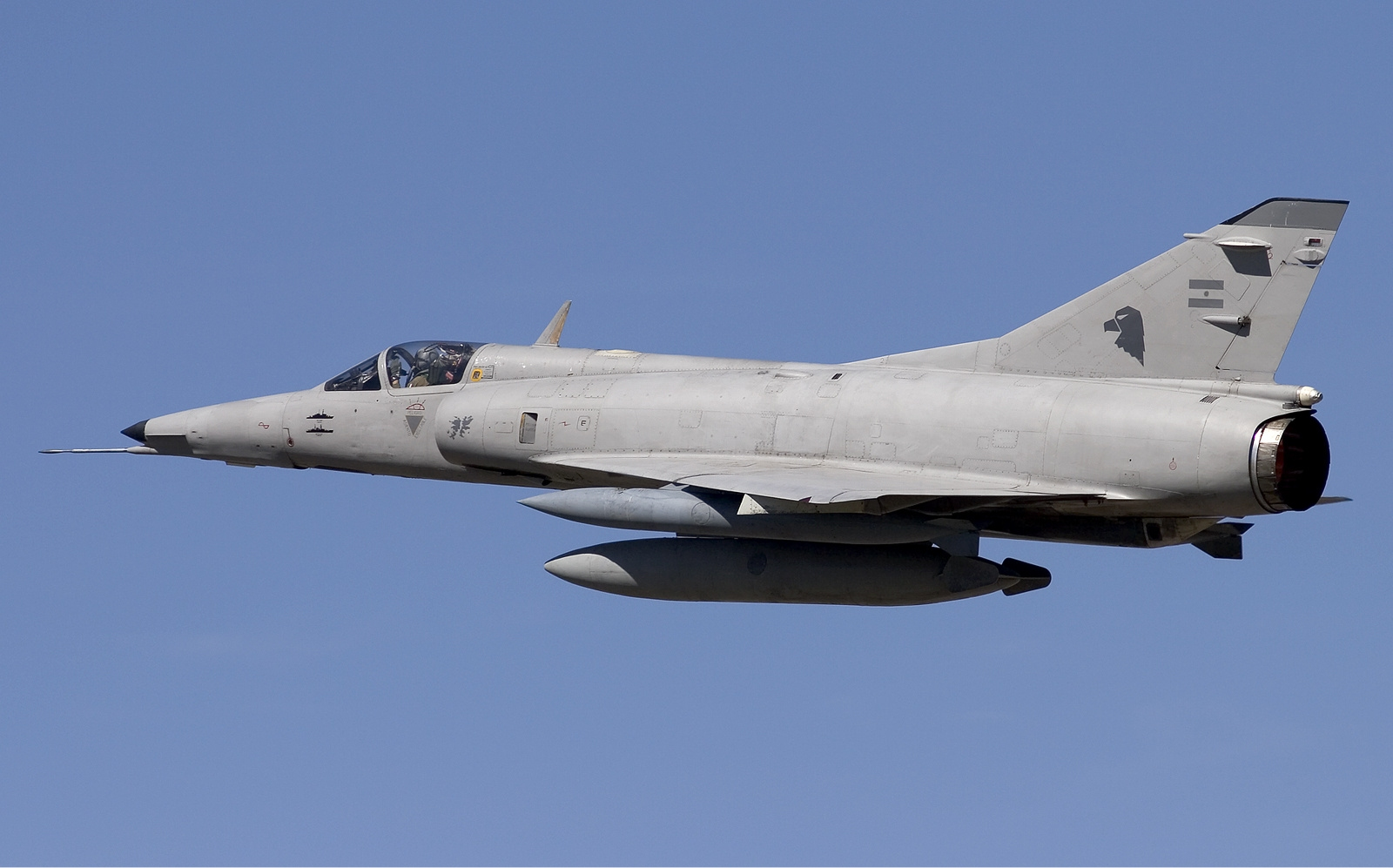
M-V Finger

Se decidió adquirir el Mirage III, comprado en Francia en 1970. Un lote de diez M-III EA + dos M-IIIDA. Así se realizó la sustitución de los viejos Gloster Meteor MK IV y F-86F.
El primer M-III DA arribó en un C-130 a la Argentina en 1972. El vuelo inaugural tuvo lugar el 17 de enero de 1973. Fueron destinados al Grupo 8 de Caza (G8C) en la VIII Brigada Aérea con asiento en Moreno.
Después se hizo realidad la adquisición del cazabombardero M-V Dagger, comprado en Israel a fines de 1978. Un total de treinta y nueve (39) cazabombarderos recorridos y modernizados. Fueron provistos al Grupo 6 de Caza (G6C) en la VI Brigada Aérea con asiento en Tandil (provincia de Buenos Aires). La mejora de este sistema de armas trajo el programa "Finger" iniciado en 1981.
Fue durante la guerra del Atlántico Sur la llegada de diez cazas Mirage VP/VP3 de la Fuerza Aérea del Perú (FAP) para suplir las pérdidas. Después este lote fue modernizado con el programa "Mara". Igual fue la compra de los veintidós (22) Mirage M-III CJ/BJ (19 M-IIICJ + 3 M-IIIBJ) de la Fuerza Aérea Israelí (IAF) adquiridos en 1983 con ayuda del Perú.
En 1986 los M-VP fueron provistos al Grupo 10 de Caza (G10C) en la X Brigada Aérea con asiento en Río Gallegos. En 1988 todos los Deltas comenzaron a ser concentrados en la VI Brigada Aérea, donde permanecieron durante el resto de su vida operativa. En 1996 los M-VP se unieron.
Los Mirage finalizaron su vida operativa en una ceremonia en Tandil el 29 de noviembre de 2015. El último vuelo, realizado por un M-5A "Mara", fue el 15 de diciembre de 2015 y aterrizó en Córdoba para su entrega a la ESFAC como material didáctico.

#### Los Canberra
Se resolvió adquirir catorce (14) bombarderos medianos BAC Canberra BMK-62/BMK-64 (doce BMK-62 + dos BMK-64), comprados en el Reino Unido. Fueron recorridos por la British Aircraft Corporation. El primer Canberra llegó a la II Brigada Aérea con asiento en Paraná el 20 de noviembre de 1970.
La fallida incorporación de dos ejemplares adicionales, comprados el 4 de septiembre de 1981, limitó la actividad del escuadrón.
La vida operativa terminó con la baja oficializada en el año 2000.

#### Los Pucará
El desarrollo del IA-58 Pucará, con su primer vuelo el 20 de agosto de 1969 e introducido el 15 de agosto de 1975, fue un producto de la Fábrica Militar de Aviones (FMA). Se hallaba provisto al Grupo 3 de Ataque (G3A) en la III Brigada Aérea con asiento en Reconquista.
Los Pucará terminaron su vida operativa el 6 de octubre de 2019. Sin embargo, se encuentra latente un proyecto de modernización, con un subtipo para misiones ISR llamado "Fénix".

#### Operativo Independencia
El 5 de febrero de 1975 el gobierno constitucional peronista de María Estela Martínez de Perón ordenó al Ejército la destrucción del Ejército Revolucionario del Pueblo, sito en las zonas rurales de la provincia de Tucumán. No tardó la convocatoria de la Fuerza Aérea para custodiar el Aeropuerto Internacional Teniente Benjamín Matienzo y realizar vuelos requeridos por el sistema de relevos establecido por el Ejército, lo cual quedó a cargo de aviones C-130 Hercules y F27 Friendship de la I Brigada Aérea. En uno de estos vuelos, un C-130 resultó destruido a raíz de un bombazo guerrillero cuando despegaba del aeropuerto mencionado. Hacia octubre la FAA empezó a intervenir en apoyo al Ejército con aviones de combate.

#### Proceso de Reorganización Nacional
El 18 de diciembre de 1975 el brigadier Jesús Orlando Cappellini comandó un grupo de oficiales ultranacionalistas de la Fuerza Aérea que se sublevó contra la presidenta Martínez. El objetivo era la destitución del comandante general de la Fuerza Aérea, brigadier general Héctor Luis Fautario, leal al gobierno. La presidenta decidió removerlo y poner en su lugar al brigadier Orlando Ramón Agosti, futuro golpista.
El 24 de marzo de 1976 los respectivos comandantes generales de las Fuerzas Armadas, teniente general Jorge Rafael Videla, almirante Emilio Eduardo Massera y brigadier general Orlando Ramón Agosti, encabezaron una revolución y derrocaron a la presidenta Martínez. Así se estableció un gobierno cívico-militar denominado «Proceso de Reorganización Nacional».
Durante el Proceso de Reorganización Nacional los sucesivos comandantes en jefe de la Fuerza Aérea integraron la Junta Militar de Gobierno, acompañando a los respectivos comandantes en jefe del Ejército y de la Armada.
- Brigadier general Orlando Ramón Agosti (24 de marzo de 1976-25 de enero de 1979)
- Brigadier general Omar Domingo Rubens Graffigna (25 de enero de 1979-17 de diciembre de 1981)
- Brigadier general Basilio Arturo Ignacio Lami Dozo (17 de diciembre de 1979-17 de agosto de 1982)
- Brigadier general Augusto Jorge Hughes (17 de agosto de 1982-5 de diciembre de 1983)

### Los 80

#### Guerra de las Malvinas
La Fuerza Aérea Argentina participó en el conflicto del Atlántico Sur. El primer bombardeo ocurrió el 1 de mayo contra barcos británicos cerca de Puerto Argentino.
Se constituyó la Fuerza Aérea Sur (FAS) con asiento en la ciudad de Comodoro Rivadavia. El brigadier Ernesto Horacio Crespo asumió el cargo de comandante. El brigadier Luis Guillermo Castellano se hizo cargo del Componente Aéreo del Teatro de Operaciones Malvinas (CATOM).
En bases aéreas militares en Trelew, Puerto San Julián, Puerto Santa Cruz, Río Gallegos y Río Grande se desplegaron aviones de combate Canberra BMK-62, A-4 Skyhawk, IAI Dagger, IA-58 Pucará y Mirage IIIEA. En las bases aéreas militares Cóndor y Malvinas se desplegaron más IA-58 y helicópteros Bell 212 y CH-47 Chinook.
Aviones C-130 Hercules y F28 Fellowship de la I Brigada Aérea empezaron el puente aéreo entre las bases continentales y el Aeropuerto de Puerto Argentino/Stanley llevando a bordo los elementos requeridos para la constitución de la Base Aérea Militar Malvinas, usada para el sostenimiento logístico de la guarnición argentina asentada en las islas y se mantuvo operativa hasta el final de la guerra, 14 de junio.
La Fuerza Aérea Argentina tuvo 55 muertos —36 oficiales, 14 suboficiales y 5 soldados— y 47 heridos. El saldo del material fue de 47 aeronaves destruidas y 15 capturadas.

#### Programa Cóndor
En julio de 1982, un número cercano a 50 oficiales comenzó a reunirse en la Escuela Superior de Guerra Aérea (ESGA). El grupo comandado por Ernesto Crespo, José Juliá y Teodoro Waldner entre otros, diseñó un plan para retomar la Fuerza Aérea. El plan contemplaba el desarrollo del entrenador FMA IA-63 Pampa, un AWACS de tecnología israelí, el caza FMA SAIA 90, la computarización de los sistemas de armas y el desarrollo de un misil balístico de alcance medio basado en el Programa Cóndor. El objetivo de esta última idea era para atacar las islas Malvinas.

#### Los Pampa
El entrenador Pampa, diseñados en la Fábrica Militar de Aviones (FMA), fue otro proyecto de esos años. En 1988 la Fuerza Aérea recibió los primeros tres ejemplares, que fueron provistos al Grupo 4 de Caza (G4C) en la IV Brigada Aérea con asiento en El Plumerillo.

### Los 90

#### Los A-4AR

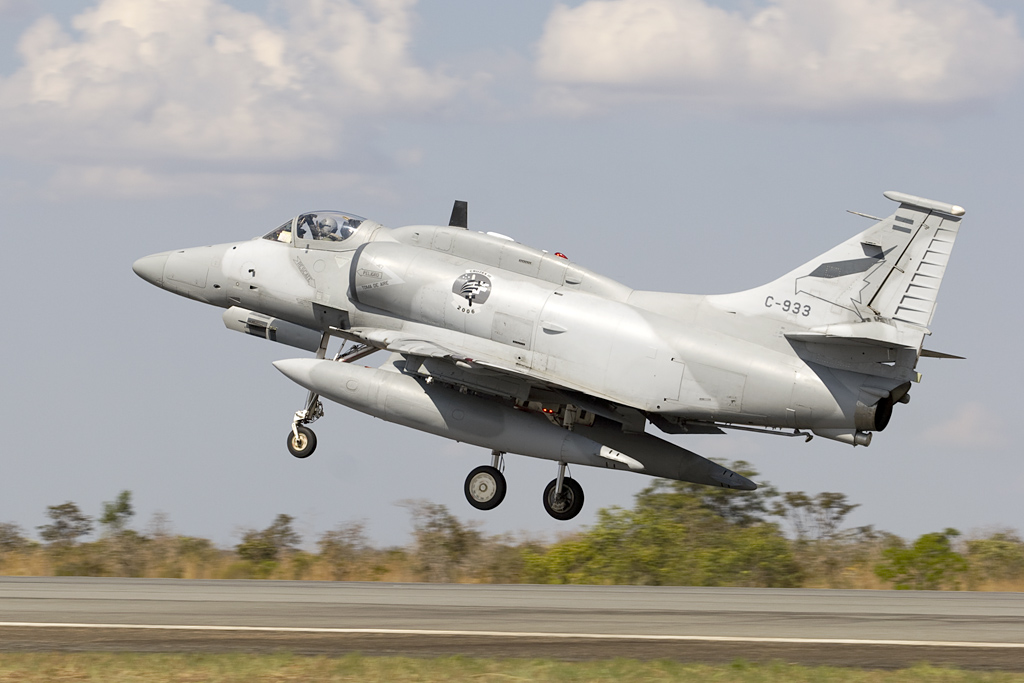
A-4AR

Con los aviones viejos A-4B/C se hizo necesaria una compra. La adquisición de treinta y seis (36) cazabombarderos OA/A-4AR "Fightinghawk" (32 A-4AR + 4 OA-4AR) fue firmada en 1995. Un lote de OA/A-4M del Cuerpo de Marines recorrido y modernizado en Estados Unidos como una plataforma intermedia antes de la llegada de los F-16. Así los A-4AR fueron provistos al Grupo 5 de Caza (G5C) en la V Brigada Aérea con asiento en Villa Reynolds (provincia de San Luis), donde han permanecido durante toda su vida operativa.
La primera partida de cinco aviones arribó en vuelo desde California el 23 de diciembre de 1997.

## ElsigloXXI
La adquisición del sistema de armas F-16 MLU tape 6.5 en 2024, en un acuerdo firmado en Skrydstrup el 16 de abril de 2024 por 24 aviones de caza (16 F-16AM + 8 F-16BM) de la RDAF (Real Fuerza Aérea de Dinamarca), es la modernización bajo el programa "Peace Condor". Este lote será la dotación del Grupo 6 de Caza (G6C) en la VI Brigada Aérea con asiento en Tandil. El primer lote con seis aviones arribará a la Argentina en el segundo semestre de 2025.
El 18 de diciembre de 2024 fue exhibido en la VI Brigada el avión F-16BM Block 10 llamado el "n.º 25", arribado a la Argentina en piezas y transportado en dos C-130H. Es una aeronave que servirá para el adiestramiento en tierra del personal técnico en el Centro de Instrucción.